# Solenoptera parandroïdes
Solenoptera parandroïdes là một loài bọ cánh cứng trong họ Cerambycidae.